# Why (Arizona)
Why – jednostka osadnicza w Stanach Zjednoczonych, w stanie Arizona, w hrabstwie Pima.